# Узагальнений власний вектор
У лінійній алгебрі, узагальнений власний вектор матриці {\displaystyle A} розміру {\displaystyle n\times n} це вектор, що задовольняє певним критеріям, слабкішим ніж у випадку (звичайного) власного вектора.
Нехай {\displaystyle V} буде {\displaystyle n}-вимірним векторним простором; нехай {\displaystyle \phi } це лінійне відображення з L(V), множини всіх лінійних відображень з {\displaystyle V} на себе; і нехай {\displaystyle A} буде матричним представленням {\displaystyle \phi } щодо певного впорядкованого базису.
Не завжди існує повний набір з {\displaystyle n} лінійно незалежних власних векторів {\displaystyle A,} які формують повний базис для {\displaystyle V}. Тобто, матриця {\displaystyle A} може бути недіагоналізовною. Це трапляється коли алгебрична кратність хоча б одного власного значення {\displaystyle \lambda _{i}} більша ніж його геометрична кратність (ступінь виродженості матриці {\displaystyle (A-\lambda _{i}I)}, або вимірність її нульового простору). У такому разі, {\displaystyle \lambda _{i}} називається дефектним власним значенням, а {\displaystyle A} називається дефектною матрицею.
Узагальнений власний вектор {\displaystyle x_{i}}, що відповідає {\displaystyle \lambda _{i}}, разом із матрицею {\displaystyle (A-\lambda _{i}I)} породжує жорданів ланцюг лінійно незалежних узагальнених власних векторів, які утворюють базис для інваріантного підпростору {\displaystyle V}.
Використовуючи узагальнені власні вектори, множину лінійно незалежних власних векторів {\displaystyle A} можна розширити, якщо необхідно, до повного базису {\displaystyle V}.  Цей базис можна використати для побудови майже діагональної матриці {\displaystyle J} у жордановій нормальній формі, подібну до {\displaystyle A}, що корисно для обчислення певних матричних функцій від {\displaystyle A}. Матриця {\displaystyle J} також корисна для розв'язання систем лінійних диференціальних рівнянь {\displaystyle \mathbf {x} '=A\mathbf {x} ,} де {\displaystyle A} має бути діагоналізовною.
Розмірність узагальненого власного простору відповідного заданому власному значеню {\displaystyle \lambda } збігається з алгебричною кратністю {\displaystyle \lambda }.

## Огляд і означення
Існує декілька тотожних способів означити звичайний в-вектор. Тут ми вважатимемо, що в-вектор {\displaystyle \mathbf {u} } пов'язаний з в-значенням {\displaystyle \lambda } матриці {\displaystyle A} розміру {\displaystyle n\times n} це ненульовий вектор, для якого {\displaystyle (A-\lambda I)\mathbf {u} =\mathbf {0} }, де {\displaystyle I} це {\displaystyle n\times n} одинична матриця і {\displaystyle \mathbf {0} } це нульовий вектор завдовжки {\displaystyle n}. Тобто, {\displaystyle \mathbf {u} } це вектор з ядра відображення {\displaystyle (A-\lambda I)}. Якщо {\displaystyle A} має {\displaystyle n} лінійно незалежних в-векторів, тоді {\displaystyle A} подібна діагональній матриці {\displaystyle D}. Тобто, існує оборотна матриця {\displaystyle M} така, що {\displaystyle A} діагоналізовна через перетворення подібності {\displaystyle D=M^{-1}AM}. Матриця {\displaystyle D} це спектральна матриця для {\displaystyle A}. Матрицю {\displaystyle M} називають модальною матрицею для {\displaystyle A}. Діагоналізовні матриці становлять особливий інтерес завдяки тому, що їхні матричні функції легко обчислити.
З іншого боку, якщо {\displaystyle A} не має {\displaystyle n} лінійно незалежних векторів, тоді {\displaystyle A} не діагоналізовна.
Означення:  Вектор {\displaystyle \mathbf {x} _{m}} це узагальнений власний вектор рангу m матриці {\displaystyle A}, що відповідає власному значенню {\displaystyle \lambda } якщо
{\displaystyle (A-\lambda I)^{m}\mathbf {x} _{m}=\mathbf {0} }
але
{\displaystyle (A-\lambda I)^{m-1}\mathbf {x} _{m}\neq \mathbf {0} .} 
Очевидно, що узагальнений в-вектор рангу 1 це звичайний в-вектор. Кожна {\displaystyle n\times n} матриця {\displaystyle A} має {\displaystyle n} лінійно незалежних узагальнених в-векторів, можна показати, що вона подібна до майже діагональної матриці {\displaystyle J} в жордановій нормальній формі. Тобто, існує оборотна матриця {\displaystyle M} така, що {\displaystyle J=M^{-1}AM}. Тут матриця {\displaystyle M} це узагальнена модальна матриця для {\displaystyle A}. Якщо {\displaystyle \lambda } це в-значення алгебричної кратності {\displaystyle \mu }, тоді {\displaystyle A} матиме {\displaystyle \mu } лінійно незалежних в-векторів відповідних {\displaystyle \lambda }. Ці результати надають безпосередній метод обчислення певних матричних функцій для {\displaystyle A}.
Зауваження: для того, щоб матрицю {\displaystyle A} розміру {\displaystyle n\times n} над полем {\displaystyle F} можна було виразити в жордановій нормальній формі, всі в-значення {\displaystyle A} повинні бути в {\displaystyle F}. Тобто, має бути можливим повністю факторизувати характеристичний поліном {\displaystyle f(x)} на лінійні множники. Наприклад, якщо {\displaystyle A} має дійсно-значимі елементи, то дякі її в-значення і компоненти в-векторів можуть бути комплексні.
Підпростір натягнутий на всі узагальнені в-вектори для заданого {\displaystyle \lambda }, утворює узагальнений власний простір для {\displaystyle \lambda }.

## Приклади
Наведемо декілька прикладів, щоб проілюструвати концепцію узагальнених в-векторів.

### Приклад 1
Цей приклад просто, але ясно висвітлює ідею. Такий тип матриць можна часто зустріти в підручниках.
Покладемо
{\displaystyle A={\begin{pmatrix}1&1\\0&1\end{pmatrix}}.}
Тут лише одне в-значення, {\displaystyle \lambda =1}, і його алгебрична кратність m = 2.
Зауважте, що ця матриця в жордановій нормальній формі, але не діагональна. З цього ясно, що матриця недіагоналізовна. Через те, що наявний один наддіагональний елемент, маємо один узагальнений в-вектор рангу більше ніж 1 (також можна помітити, що векторний простір {\displaystyle V} двовимірний, тому може бути не більше ніж один узагальнений вектор рангу більше ніж 1). Інакше, можна обчислити розмірність  p нульового простору {\displaystyle A-\lambda I}, яка дорівнює 1, і отже існує m – p = 1 узагальнений в-вектор рангу більше ніж 1.
Звичайний в-вектор {\displaystyle \mathbf {v} _{1}={\begin{pmatrix}1\\0\end{pmatrix}}} можна обчислити як зазвичай. Далі, використовуючи цей в-вектор, можна обчислити узагальнений в-вектор {\displaystyle \mathbf {v} _{2}} розв'язавши
{\displaystyle (A-\lambda I)\mathbf {v} _{2}=\mathbf {v} _{1}.}
Це можна розписати як:
{\displaystyle \left({\begin{pmatrix}1&1\\0&1\end{pmatrix}}-1{\begin{pmatrix}1&0\\0&1\end{pmatrix}}\right){\begin{pmatrix}v_{21}\\v_{22}\end{pmatrix}}={\begin{pmatrix}0&1\\0&0\end{pmatrix}}{\begin{pmatrix}v_{21}\\v_{22}\end{pmatrix}}={\begin{pmatrix}1\\0\end{pmatrix}}.}
І спростити до:
{\displaystyle v_{22}=1.}
На елемент {\displaystyle v_{21}} немає обмежень. Виходить, що узагальнений в-вектор рангу 2 це {\displaystyle \mathbf {v} _{2}={\begin{pmatrix}a\\1\end{pmatrix}}}, де a може бути будь-яким скалярним значенням. Зазвичай, найпростішим вибором буде a = 0.
Зауважте, що
{\displaystyle (A-\lambda I)\mathbf {v} _{2}={\begin{pmatrix}0&1\\0&0\end{pmatrix}}{\begin{pmatrix}a\\1\end{pmatrix}}={\begin{pmatrix}1\\0\end{pmatrix}}=\mathbf {v} _{1},}
тобто {\displaystyle \mathbf {v} _{2}} це узагальнений в-вектор,
{\displaystyle (A-\lambda I)\mathbf {v} _{1}={\begin{pmatrix}0&1\\0&0\end{pmatrix}}{\begin{pmatrix}1\\0\end{pmatrix}}={\begin{pmatrix}0\\0\end{pmatrix}}=\mathbf {0} ,}
отже {\displaystyle \mathbf {v} _{1}} це звичайний в-вектор, і вектори {\displaystyle \mathbf {v} _{1}} та {\displaystyle \mathbf {v} _{2}} лінійно незалежні, а значить є базисом для векторного простору {\displaystyle V}.

### Приклад 2
Цей приклад складніший ніж попередній. На жаль, вельми складно підібрати цікавий приклад маленького розміру.
Матриця
{\displaystyle A={\begin{pmatrix}1&0&0&0&0\\3&1&0&0&0\\6&3&2&0&0\\10&6&3&2&0\\15&10&6&3&2\end{pmatrix}}}
має такі в-значення {\displaystyle \lambda _{1}=1} і {\displaystyle \lambda _{2}=2} із алгебричними кратностями {\displaystyle \mu _{1}=2} and {\displaystyle \mu _{2}=3}, але їхні геометричні кратності{\displaystyle \gamma _{1}=1} і {\displaystyle \gamma _{2}=1}.
Узагальнені в-простори {\displaystyle A} обчислено нижче.
{\displaystyle \mathbf {x} _{1}} це звичайний в-вектор для {\displaystyle \lambda _{1}}.
{\displaystyle \mathbf {x} _{2}} це узагальнений в-вектор для {\displaystyle \lambda _{1}}.
{\displaystyle \mathbf {y} _{1}} це звичайний в-вектор для {\displaystyle \lambda _{2}}.
{\displaystyle \mathbf {y} _{2}} і {\displaystyle \mathbf {y} _{3}} це узагальнені в-вектори для with {\displaystyle \lambda _{2}}.
{\displaystyle (A-1I)\mathbf {x} _{1}={\begin{pmatrix}0&0&0&0&0\\3&0&0&0&0\\6&3&1&0&0\\10&6&3&1&0\\15&10&6&3&1\end{pmatrix}}{\begin{pmatrix}0\\3\\-9\\9\\-3\end{pmatrix}}={\begin{pmatrix}0\\0\\0\\0\\0\end{pmatrix}}=\mathbf {0} ,}
{\displaystyle (A-1I)\mathbf {x} _{2}={\begin{pmatrix}0&0&0&0&0\\3&0&0&0&0\\6&3&1&0&0\\10&6&3&1&0\\15&10&6&3&1\end{pmatrix}}{\begin{pmatrix}1\\-15\\30\\-1\\-45\end{pmatrix}}={\begin{pmatrix}0\\3\\-9\\9\\-3\end{pmatrix}}=\mathbf {x} _{1},}
{\displaystyle (A-2I)\mathbf {y} _{1}={\begin{pmatrix}-1&0&0&0&0\\3&-1&0&0&0\\6&3&0&0&0\\10&6&3&0&0\\15&10&6&3&0\end{pmatrix}}{\begin{pmatrix}0\\0\\0\\0\\9\end{pmatrix}}={\begin{pmatrix}0\\0\\0\\0\\0\end{pmatrix}}=\mathbf {0} ,}
{\displaystyle (A-2I)\mathbf {y} _{2}={\begin{pmatrix}-1&0&0&0&0\\3&-1&0&0&0\\6&3&0&0&0\\10&6&3&0&0\\15&10&6&3&0\end{pmatrix}}{\begin{pmatrix}0\\0\\0\\3\\0\end{pmatrix}}={\begin{pmatrix}0\\0\\0\\0\\9\end{pmatrix}}=\mathbf {y} _{1},}
{\displaystyle (A-2I)\mathbf {y} _{3}={\begin{pmatrix}-1&0&0&0&0\\3&-1&0&0&0\\6&3&0&0&0\\10&6&3&0&0\\15&10&6&3&0\end{pmatrix}}{\begin{pmatrix}0\\0\\1\\-2\\0\end{pmatrix}}={\begin{pmatrix}0\\0\\0\\3\\0\end{pmatrix}}=\mathbf {y} _{2}.}
В-вектори, звичайні й узагальнені, зібрані в базиси узагальнених в-просторів матриці {\displaystyle A}. Два ланцюги разом породжують простір 5-вимірних векторів стовпчиків.
{\displaystyle \left\{\mathbf {x} _{1},\mathbf {x} _{2}\right\}=\left\{{\begin{pmatrix}0\\3\\-9\\9\\-3\end{pmatrix}}{\begin{pmatrix}1\\-15\\30\\-1\\-45\end{pmatrix}}\right\},\left\{\mathbf {y} _{1},\mathbf {y} _{2},\mathbf {y} _{3}\right\}=\left\{{\begin{pmatrix}0\\0\\0\\0\\9\end{pmatrix}}{\begin{pmatrix}0\\0\\0\\3\\0\end{pmatrix}}{\begin{pmatrix}0\\0\\1\\-2\\0\end{pmatrix}}\right\}.}
Майже діагональну в жордановій нормальній формі матрицю {\displaystyle J}, подібну до {\displaystyle A} отримуємо так:
{\displaystyle M={\begin{pmatrix}\mathbf {x} _{1}&\mathbf {x} _{2}&\mathbf {y} _{1}&\mathbf {y} _{2}&\mathbf {y} _{3}\end{pmatrix}}={\begin{pmatrix}0&1&0&0&0\\3&-15&0&0&0\\-9&30&0&0&1\\9&-1&0&3&-2\\-3&-45&9&0&0\end{pmatrix}},}
{\displaystyle J={\begin{pmatrix}1&1&0&0&0\\0&1&0&0&0\\0&0&2&1&0\\0&0&0&2&1\\0&0&0&0&2\end{pmatrix}},}
де {\displaystyle M} це узагальнена модальна матриця для {\displaystyle A}, стовпчики {\displaystyle M} складають канонічний базис для {\displaystyle A}, а {\displaystyle AM=MJ}.

## Жорданові ланцюги
Означення:  Нехай {\displaystyle \mathbf {x} _{m}} буде узагальненим в-вектором рангу m, що відповідає в-значенню {\displaystyle \lambda } матриці {\displaystyle A.} Ланцюг утворений {\displaystyle \mathbf {x} _{m}} це множина векторів {\displaystyle \left\{\mathbf {x} _{m},\mathbf {x} _{m-1},\dots ,\mathbf {x} _{1}\right\}} таким чином

| {\displaystyle \mathbf {x} _{m-1}=(A-\lambda I)\mathbf {x} _{m},} {\displaystyle \mathbf {x} _{m-2}=(A-\lambda I)^{2}\mathbf {x} _{m}=(A-\lambda I)\mathbf {x} _{m-1},} {\displaystyle \mathbf {x} _{m-3}=(A-\lambda I)^{3}\mathbf {x} _{m}=(A-\lambda I)\mathbf {x} _{m-2},} {\displaystyle \vdots } {\displaystyle \mathbf {x} _{1}=(A-\lambda I)^{m-1}\mathbf {x} _{m}=(A-\lambda I)\mathbf {x} _{2}.} | \| \| \| \| \| \| \| \| | (1) |
| |                         |     |
| |                         |     |
Тобто, маємо таку формулу,

| {\displaystyle \mathbf {x} _{j}=(A-\lambda I)^{m-j}\mathbf {x} _{m}=(A-\lambda I)\mathbf {x} _{j+1}\qquad (j=1,2,\dots ,m-1).} | \| \| \| \| \| \| \| \| | (2) |
| |                         |     |
| |                         |     |
Вектор {\displaystyle \mathbf {x} _{j}}, обчислений за (2), це узагальнений в-вектор рангу j, що відповідє в-значенню {\displaystyle \lambda }. Ланцюг являє собою лінійно незалежну множину векторів.

## Канонічний базис
Означення: Множина з n лінійно незалежних узагальнених векторів утворена винятково жордановими ланцюгами це канонічний базис.
Отже, щойно ми визначили, що узагальнений в-вектор рангу m приналежить канонічному базису, з цього випливає, що m − 1 vectors {\displaystyle \mathbf {x} _{m-1},\mathbf {x} _{m-2},\ldots ,\mathbf {x} _{1},} які входять до жорданового ланцюга породженого {\displaystyle \mathbf {x} _{m}} також приналежать канонічному базису.
Нехай {\displaystyle \lambda _{i}} буде в-значенням алгебричної кратності {\displaystyle \mu _{i}} матриці {\displaystyle A} розміру {\displaystyle n\times n.} Спочатку знайдімо ранги матриць {\displaystyle (A-\lambda _{i}I),(A-\lambda _{i}I)^{2},\ldots ,(A-\lambda _{i}I)^{m_{i}}.} Ціле число {\displaystyle m_{i}} визначається як перше ціле для якого {\displaystyle (A-\lambda _{i}I)^{m_{i}}} має ранг {\displaystyle n-\mu _{i}.}
Тепер визначимо
{\displaystyle \rho _{k}=\operatorname {rank} (A-\lambda _{i}I)^{k-1}-\operatorname {rank} (A-\lambda _{i}I)^{k}\qquad (k=1,2,\ldots ,m_{i}).}
Змінна {\displaystyle \rho _{k}} позначає число лінійно незалежних узагальнених в-векторів рангу k, що відповідають в-значенню {\displaystyle \lambda _{i},} які з'являться в канонічному базисі для{\displaystyle A}. Зауважте, що
{\displaystyle \operatorname {rank} (A-\lambda _{i}I)^{0}=\operatorname {rank} (I)=n}.